# Georg Mauritius

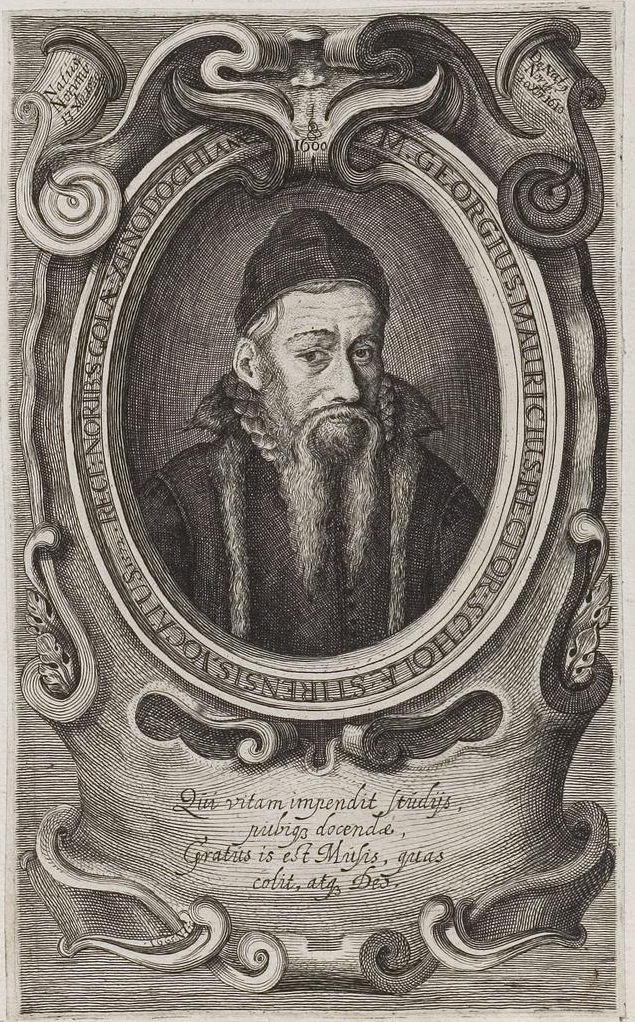
Georg Mauritius

Georg Mauritius (auch: Moritz; * 13. Dezember 1539 in Nürnberg; † 30. Dezember 1610 ebenda) war ein deutscher Pädagoge, lateinischer Dichter und Dramatiker.

## Leben
Mauritius stammte aus ärmlichen Verhältnissen und konnte sich durch unermüdlichen Fleiß emporarbeiten. So studierte er seit 1559 an der Universität Wittenberg, erwarb sich dort am 17. Februar 1562 den akademischen Grad eines Magisters der Philosophie und fand als Adjunkt Zugang zum Senat der philosophischen Fakultät.
1572 wurde er Rektor der Schule in Steyr, von wo er nach zwanzigjähriger Dienstzeit vertrieben wurde. Er kehrte zurück nach Wittenberg, ging 1600 als Rektor an die Nürnberger Schule zum heiligen Geist und verstarb an seinem Geburtsort. Mauritius hatte verschiedenen Gelegenheits- und Lehrgedichte hinterlassen. Bedeutender wurden jedoch seine Dramen.

## Familie
Seine Erste Ehe ging er am 6. Juni 1569 mit Appolonia, der Tochter des Caspar Cruciger der Ältere, ein. Aus dieser Ehe sind die Söhne Georg Mauritius und Kaspar bekannt. Seine zweite Ehe ging er 1585 mit Gertraud, der Witwe des Predigers in Steyer Johann Schreyer, ein. Seine dritte Ehe schloss er mit Elisabeth NN. Die dritte Ehe schien nicht glücklich gewesen zu sein, da man der Frau verschiedene andere Affären nachsagte.

## Werkauswahl
- Elegia scripta ad amplissimos viros sapientia, virtute et eruditione excellentes D. Leonhartum Tucherum, D. Andream i Hoff, et D. Hieronymum Baumgartnerum, Patricios et senatores primarios in Inclyta Noriberga, lue ibidem grassante. Lucius, Wittenberg 1563. (Digitalisat)
- Elegia de causis admirandae unionis duarum naturarum in Christo. Seitz, Wittenberg 1565.
- Carmen heroicum de natura et officiis angelorum. Seitz, Wittenberg 1665. (Digitalisat)
- Progr. In festo Angelorum. Wittenberg
- Carmen gratulatorium. Wittenberg 1564.
- Eine christliche Comoedia von den jämmerlichen Fall und frölichen Wiederbringung des menschlichen Geschlechts aus dem h. Bernhardo genommen und in deutsche Verß gebracht. Lamberg, Leipzig 1606. (Digitalisat)
- Comoedia von David und Goliat. Leipzig 1606
- Comoedia von den Weysen aus dem Morgenlande. Lamberg, Leipzig 1606. (Digitalisat)
- ˜Eineœ schöne Comoedia vom Nabal, Genommen aus dem ersten Buch Samuelis am 25. Capit. Lamberg, Leipzig 1607. (Digitalisat)
- Eine schöne Comoedia vom dem Josaphat, König in Juda, aus dem andern Buch der Chronica gezogen. Lamberg, Leipzig 1607. (Digitalisat)
- ˜Eine schöne Comoedia von dem frommen Ezechia, König in Juda, Aus dem andern Buch der Chronica und dem Propheten Esaia. Lamberg, Leipzig 1607. (Digitalisat)
- Eine schöne Comoedia von Haman, aus dem Buch Esther genommen. Lamberg, Leipzig 1607. (Digitalisat)
- Comoedia vom Schulwesen. Leipzig 1607
- Comoedia Von Graff Walther von Salutz und Grisolden. Lamberg, Leipzig 1606. (Digitalisat)
- Comoedia von allerley Ständen. Llamberg, Leipzig 1606. (Digitalisat)